# 융의 원형

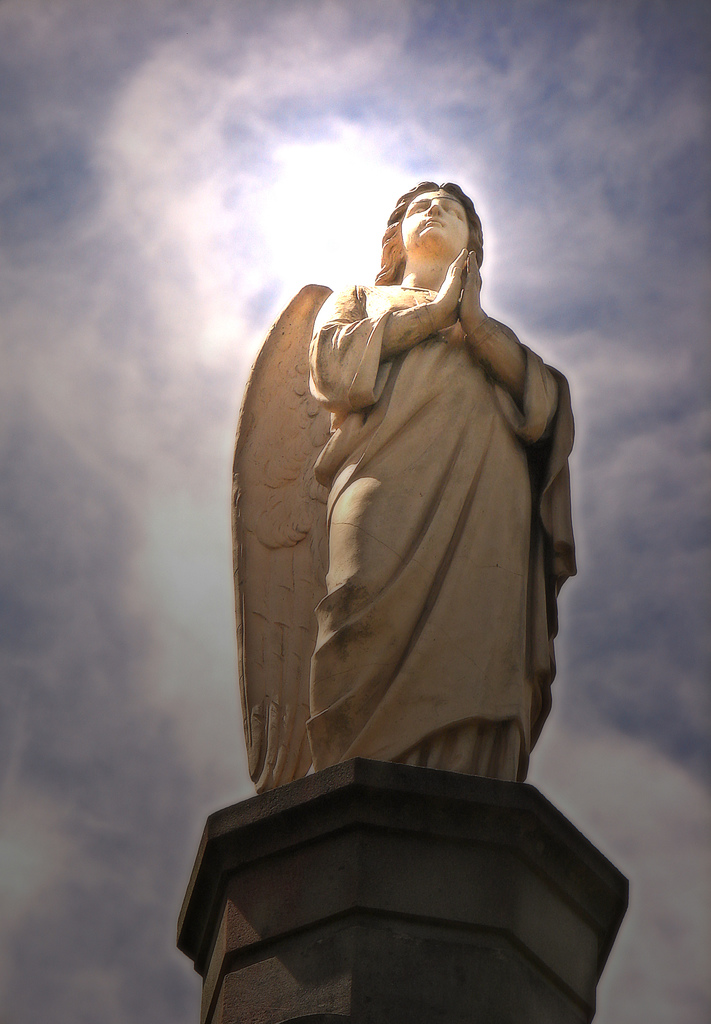
원형적 상징의 예, 천사의 상

원형(元型, 독일어: Archetyp 또는 Archetypus, 영어: archetype)은 카를 융이 제창한 분석심리학(융 심리학)의 개념으로 밤에 보는 꿈의 이미지나 상징을 낳는 근원이 되는 존재다. 집단적 무의식 속에서 가정되는 무의식의 역동의 작용점이며 의식과 자아에 대해 심리적 에너지를 개입시켜 작용한다. 원형으로서는 통상 그 '작용상(이미지 등)'이 설명을 위해 사용된다.
또다른 첨가 설명 :  인간의 상상에서 나오는 것들은 언제나 시각적인 형태를 갖기 마련이다. 더구나 그것들은 판에 박힌 ( typical )한 형태를 갖는 습관이 있다.  이것이 융이 성 아우구스티노스를 따라 그것들을 원형 ( archetype )이라고 부르는 이유이다.   원형들은 인간의 이성에서 나오는 것이 아니라 이성 이전의 인간의 영혼에 속한 기관과도 같은 것이다.  그것들은 영원히 유전되는 하나의 틀과 같다. 그 틀 속에는 처음에는 어떤 특정한 내용물도 담경 있지 않다.  내용물은 개인의 삶의 과정에서만 나타나며, 이때 개인의 경험은 정확히 이 형태들 속에서 이루어진다.
융은 인류 전체에 하나의 공통된 정신의 틀이 존재하며 그 틀은 유전을 한다는 것, 그리고 그 틀이 인간의 모든 경험에 형태와 방향을 줄 수 밖에 없다는 가설을 말했다.
"티벳 사자의 서" 에 실린 : 원형 : 에 대한 융의 설명

## 어원
원형(원형이라고도 쓰여지는 일이 있다)은 독일어 Archetyp (또는, Archetypus )의 역어이다. 이 단어는 복합어로, 'arche-'는 그리스어 'αρχη(알케이)'로 '시작·원초·원리·근원' 등의 의미를 가지며 '-typ'은 같은 그리스어의 τυπος로부터 왔고, '각인'과 같은 원의가 있어 여기로부터 '유형'이라는 의미가 나온다.
원형의 상이 신화적이고, 인류의 태고의 역사나 종족의 기억에 거슬러 올라가듯이 생각할 수 있으므로, 융은 이 말을 집단적 무의식에 존재하는 역동작용을 표현하는데 채용했다(융의 조어는 아니다). 이 의미를 참작해 '고태형(古態型)'이라는 역어도 만들어졌지만, 현재는 원형이 표준번역이 됐다.

## 개설
원형을, '상'이라는 말로 설명하는 것은 원형 그 자체는 역동작용으로서 마음에 나타나는 것이며 의식은 작용의 결과, 생기는 마음의 변화를 인식 가능할 뿐 원형 그 자체는 의식할 수 없기 때문이다. 원형이 마음에 작용하면 자주 패턴화 된 '이미지' 또는 '상'이 인식된다.
예를 들면, 남성의 마음에 '아니마'의 원형이 작용하는 경우 그 남성은 꿈에 아름다운 '아가씨'의 모습을 보거나 매혹 되거나 한다. 혹은 지금까지 전혀 의식하지 않았던 소녀라든가 여성의 사진이나 회화 또는실재의 여성에게 갑자기 끌리는 등이 일어난다. 이와 같이 '아니마'의 원형이 작용하면 소녀나 아가씨나 여성의 상·이미지가 남성의 마음 속에서 큰 의미를 가져 온다. 거기서 이러한 소녀나 여성의 '이미지·상'을 '아니마의 상'이라고 부르며 이러한 상·이미지를 융 심리학에서 '원형의 상'으로서 나타내 보인다.
이러한 '원형의 상'은 인물의 상에 한정되지 않는다. 예를 들어 '늙은 현자'의 원형의 이미지는 날카로운 준엄한 고봉이나, 하늘의 우박, 나무, 나는 참수리의 이미지로 나오는 일이 있다. 한편, '대모'의 원형의 이미지는 지면에 생긴 바닥 모를 균열이나 골짜기, 혹은 깊숙하고 거대한 동굴의 이미지 등이다.

## 원형의 종류
융의 이론에 있어 중심적인 의미와 기능을 가지는 원형은 의식의 중심으로서의 자아(Ego)의 원형과 마음(영혼) 전체의 중심으로서 가정되는 자기(Selbst)의 원형이다. 자아가 원형인 것은 일반적으로 알려지지 않지만, 융 심리학에선 의식 속에 존재하는 유일한 원형이 자아이다.
자기원형은 자아에게 작용하지만 그 작용은 의식에 대해 여러가지로 해석되어 또 전형적인 유형으로서의 작용으로서 의식된다. 이러한 유형으로서의 집단적 무의식으로부터의 작용점이 제원형이며 융은 다음과 같은 원형을 대표적으로 제창했다.

### 대표적인 원형
- 자아(에고, ego) - 의식의 중심이며 개인의 의식적 행동이나 인식의 주체이다. 의식 속의 유일한 원형.
- 그림자(상텐) - 의식에 비교적으로 가까운 층에서 작용해, 자아를 보완하는 작용을 가지는 원형. 긍정적인 그림자와 부정적인 그림자가 있어, 부정적인 경우는, 자아가 받아 들이고 싶지 않은 듯한 측면을 대표하는 일이 있다.
- 아니무스와 아니마- 아니무스는 여성의 마음 속에 있는 이성 목표 요소의 원형으로 선택적 특징을 가지며 주로 남성의 이미지로 인식된다. 한편, 아니마는 남성의 마음속에 있는 생명 목표 요소의 원형으로 수용적 특징을 가져 여성의 이미지로 자주 인식된다. 라틴어에서 같은 어간으로부터 파생한 명사의 성형과 여성형, 즉, animus와 anima가 전자는 '이성으로서의 영혼', 후자는 '생명으로서의 영혼'의 의미가 있어 이 구별을 교묘하게 이용하고, 융은 이 두 개의 원형의 명칭을 결정했다.(아니마와 아니무스는 총칭해, '슈트기'라고도 말해진다).
- 대모와 늙은 현자 - 대모는, 자기원형의 주요한 반면에서, 모든 것을 수용해 포용 하는 대지의 어머니로서의 생명적 원리를 나타내는 반면, 늙은 현자는 대모와 대비적이고, 똑같이 자기원형의 주요한 반면에서 이성적인 지혜의 원리를 나타낸다.
- 자기(제르프스트) - 마음 전체의 중심이며, 마음의 발달이나 변용 작용의 근원적인 원점이 되는 원형. 종교적이게는 '신의 각인'이라고도 간주해진다.

### 그 외의 원형
이것들 이외에도, 신화적인 원형이 다수 있다.
- 페르소나
- 아이
- 영원한 소년과 영원한 소녀
- 영웅
- 트릭스터

### 자아 인플레이션
집단적 무의식의 작용점인 원형은, 방대한 심리적 에너지를 갖출 수 있다. 따라서 원형의 작용이 너무나 강하고, 자아가 충분히 자기 자신을 의식해 확립하고 있지 않는 경우, 자아는 원형의 작용상을 자기 자신의 상과 혼동해 원형의 상에 동일화하는 일이 있다.
예를 들면, 영웅원형에 자아가 동일화할 때, 자아가 자신을 어떠한 역할이라고 간주함에 의해 자신이 매우 큰 힘·권력을 가진 위대한 존재이라고 착각하는 사태가 생긴다. (일련의 과정에서 인지상의 형태에 사람마다 바리에이션이 있다.) 이것을 자아 인플레이션이라고 말한다.
또한 자아 인플레이션은 집단적 무의식에 의해 극단화될 수 있다. 집단적 무의식은 때때로 무한의 에너지를 가지고 있는 것처럼 보인다. 따라서, 막대한 에너지를 가진 집단적 무의식이 자아 인플레이션을 뒷받침 할때, 자아는 자신이야말로 세계를 변혁할 영웅이며, 위대한 지도자라는 등의 망상적인 착각 및 왜곡이 생기는 일이 있다.

## 같이 보기
- 분석심리학
- 집단적 무의식
- 카를 융
- 대지모신
- 상징
- 스타니스라프 그로후